# Отавало
0°14′0″ пн. ш. 78°16′0″ зх. д. / 0.23333° пн. ш. 78.26667° зх. д.
Отавало (ісп. Otavalo, кеч. Utawalu) — місто в еквадорській провінції Імбабура з населенням близько 32 тис. мешканців (2006). Місто розташоване між вулканічними вершинами Імбабура, Котачачі і Моханда. Населення міста та навколишньої долини Отавало — переважно індіанці народу отоваленьйос («отавальці»), що зараз розмовляють мовою кечуа.
Мешканці Отавало відомі виробництвом текстильних виробів, знаменитих протягом останніх 400 років. Хоча ринок міста Plaza de los Ponchos офіційно працює лише по суботах, щодня можна купити багато сувенірів та місцевих виробів.
Традиційно мешканці міста та навколишньої долини займаються сільським господарством, але ріст туризму призвів до збільшення виготовлення ремісницьких виробів, зробивши ринок міста популярним місцем серед туристів. Для їх потреб в будівлях колоніального періоду було створено багато готелів та відкрито багато ресторанів.
Багато селищ навколо відомі також характерними для них виробами. Котачачі, наприклад, є центром еквадорської шкіряної промисловості, відомий своїми полированими шкірами. Сан-Антоніо спеціалізується на різьбі по дереву, на головній вулиці містечка стоять кілька дерев'яних статуй, тут можна придбати сувеніри та меблі.
Також відомі традиційні народні стилі музики та танців Отавало, що виникли під впливом інків. Кілька музичних груп з цього міста зараз виступають в різних частинах світу.

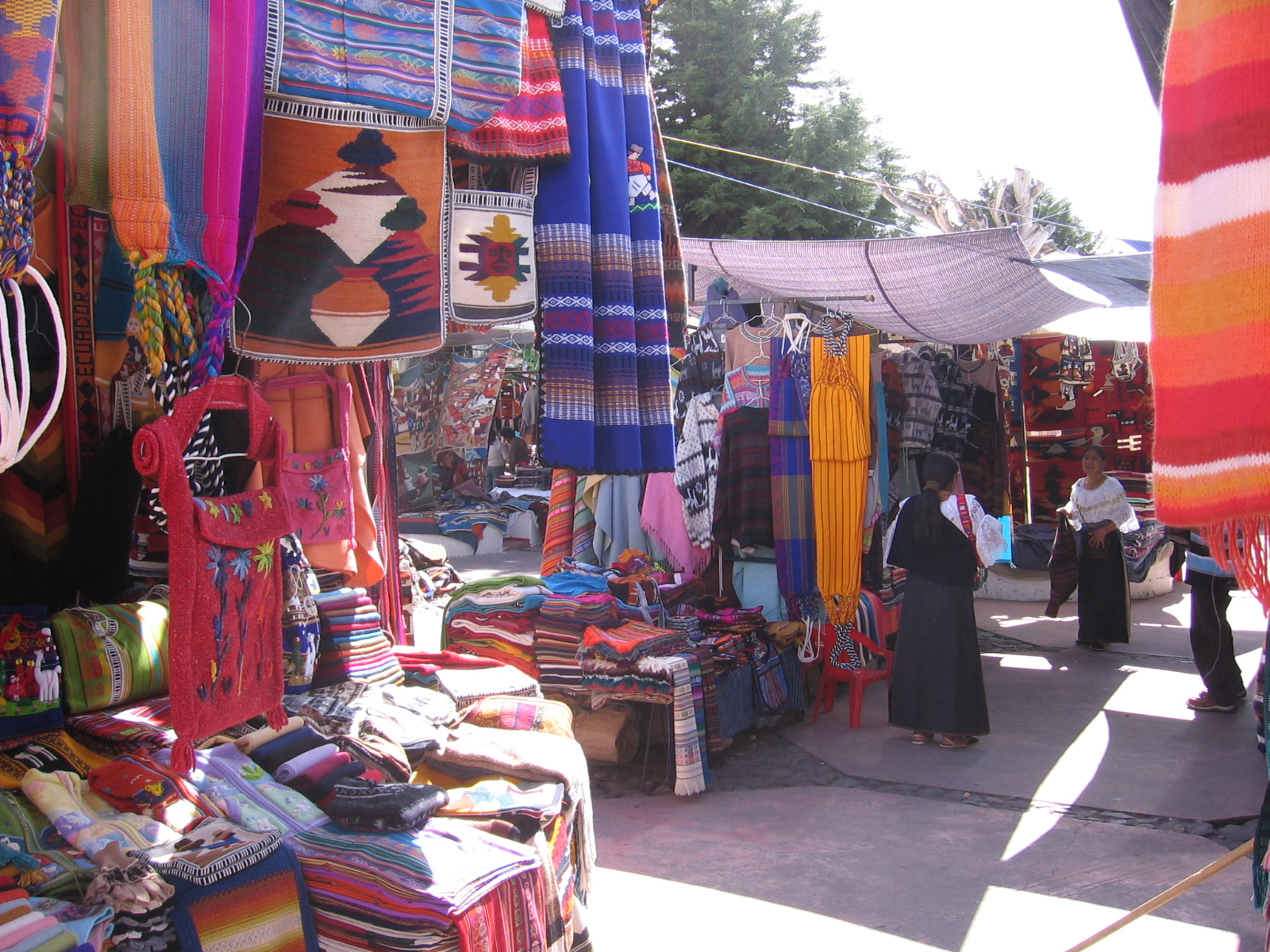
Суботній ринок в Отавало

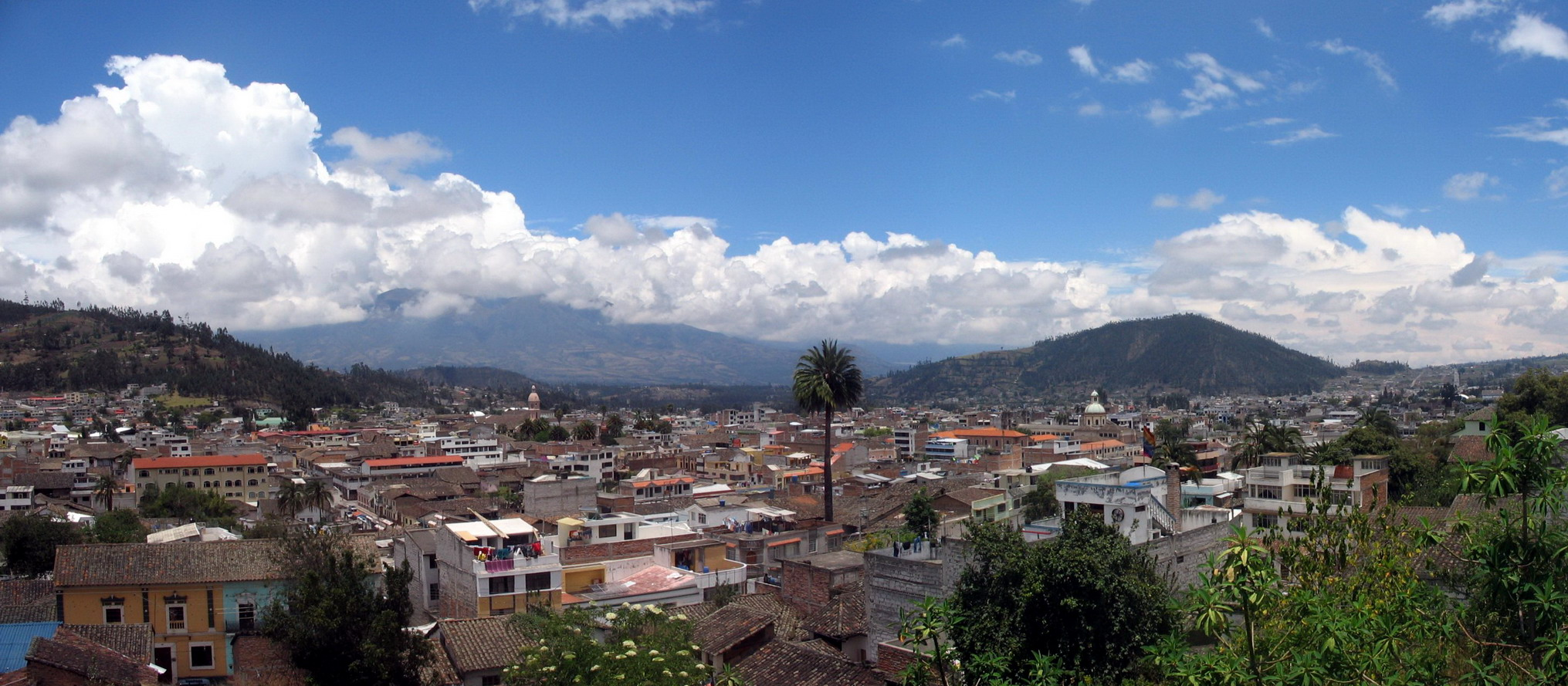
Отавало зі сходу

## Виноски
1. ↑  population-of.com